# Morse (Wisconsin)
Morse es un pueblo ubicado en el condado de Ashland en el estado estadounidense de Wisconsin. En el Censo de 2010 tenía una población de 493 habitantes y una densidad poblacional de 1,82 personas por km².

## Geografía
Morse se encuentra ubicado en las coordenadas 46°16′57″N 90°45′18″O / 46.28250, -90.75500. Según la Oficina del Censo de los Estados Unidos, Morse tiene una superficie total de 270.3 km², de la cual 266.21 km² corresponden a tierra firme y (1.51%) 4.08 km² es agua.

## Demografía
Según el censo de 2010, había 493 personas residiendo en Morse. La densidad de población era de 1,82 hab./km². De los 493 habitantes, Morse estaba compuesto por el 96.35% blancos, el 0% eran afroamericanos, el 0.41% eran amerindios, el 0.61% eran asiáticos, el 0% eran isleños del Pacífico, el 0% eran de otras razas y el 2.64% pertenecían a dos o más razas. Del total de la población el 0.61% eran hispanos o latinos de cualquier raza.